# McKenzie (Alabama)
McKenzie és una població dels Estats Units a l'estat d'Alabama. Segons el cens del 2000 tenia 644 habitants.

## Demografia
Segons el cens del 2000, McKenzie tenia 644 habitants, 284 habitatges, i 170 famílies. La densitat de població era de 66,1 habitants/km².
Dels 284 habitatges en un 28,2% hi vivien nens de menys de 18 anys, en un 40,8% hi vivien parelles casades, en un 16,2% dones solteres, i en un 40,1% no eren unitats familiars. En el 37,7% dels habitatges hi vivien persones soles el 22,2% de les quals corresponia a persones de 65 anys o més que vivien soles. El nombre mitjà de persones vivint en cada habitatge era de 2,27 i el nombre mitjà de persones que vivien en cada família era de 3,04.
Per edats la població es repartia de la següent manera: un 25,3% tenia menys de 18 anys, un 7,5% entre 18 i 24, un 24,5% entre 25 i 44, un 21,4% de 45 a 60 i un 21,3% 65 anys o més.
L'edat mediana era de 41 anys. Per cada 100 dones hi havia 86,1 homes. Per cada 100 dones de 18 o més anys hi havia 77,5 homes.
La renda mediana per habitatge era de 18.173 $ i la renda mediana per família de 24.423 $. Els homes tenien una renda mediana de 23.077 $ mentre que les dones 16.071 $. La renda per capita de la població era de 10.359 $. Aproximadament el 21,1% de les famílies i el 27,5% de la població estaven per davall del llindar de pobresa.

## Poblacions més properes
El següent diagrama mostra les poblacions més properes.